# Sasha Argov
Sasha Argov, nome d'arte di Alexander Argov (nato Alexander Abramovich; in ebraico: סשה ארגוב; Mosca, 5 novembre 1914 – Tel Aviv, 27 settembre 1995), è stato un compositore israeliano.

## Vita e carriera
Argov iniziò già a comporre all'età di cinque anni; un anno dopo cominciò la sua formazione musicale.
Nel 1934 è emigrato con i suoi genitori dalla Russia in Palestina, dove lavorò in una banca.
Ha composto centinaia di canzoni molto diffuse, tra cui canzoni per le Forze di difesa israeliane (ed altre per la Truppa-Nahal), per il cinema ed il teatro.
In seguito scrisse testi per feste private e compose per la Palmach e le Forze di difesa israeliane, tra cui una delle sue canzoni più famose, Chawerut (חֲבֵרוּת; in tedesco Freundschaft, in italiano Amicizia). Ha scritto per diversi gruppi vocali popolari e composto molti testi musicali. Tra le altre cose, mise in musica poesie di Lea Goldberg und Jehuda Amichai.
La musica di Argov fu influenzata da quella russa e, in misura minore, dalla musica francese. Comunque la sua musica fu dominata dal ritmo e dall'armonia della musica ebraica. Lavorò con Chaim Hefer e Matti Caspi. Due dei loro album contengono solo testi che erano stati scritti da Argov.
Nel 1988 gli è stato conferito il Premio Israele per la categoria „Hebräisches Lied“ (Canzone ebraica).